# Pela-cables

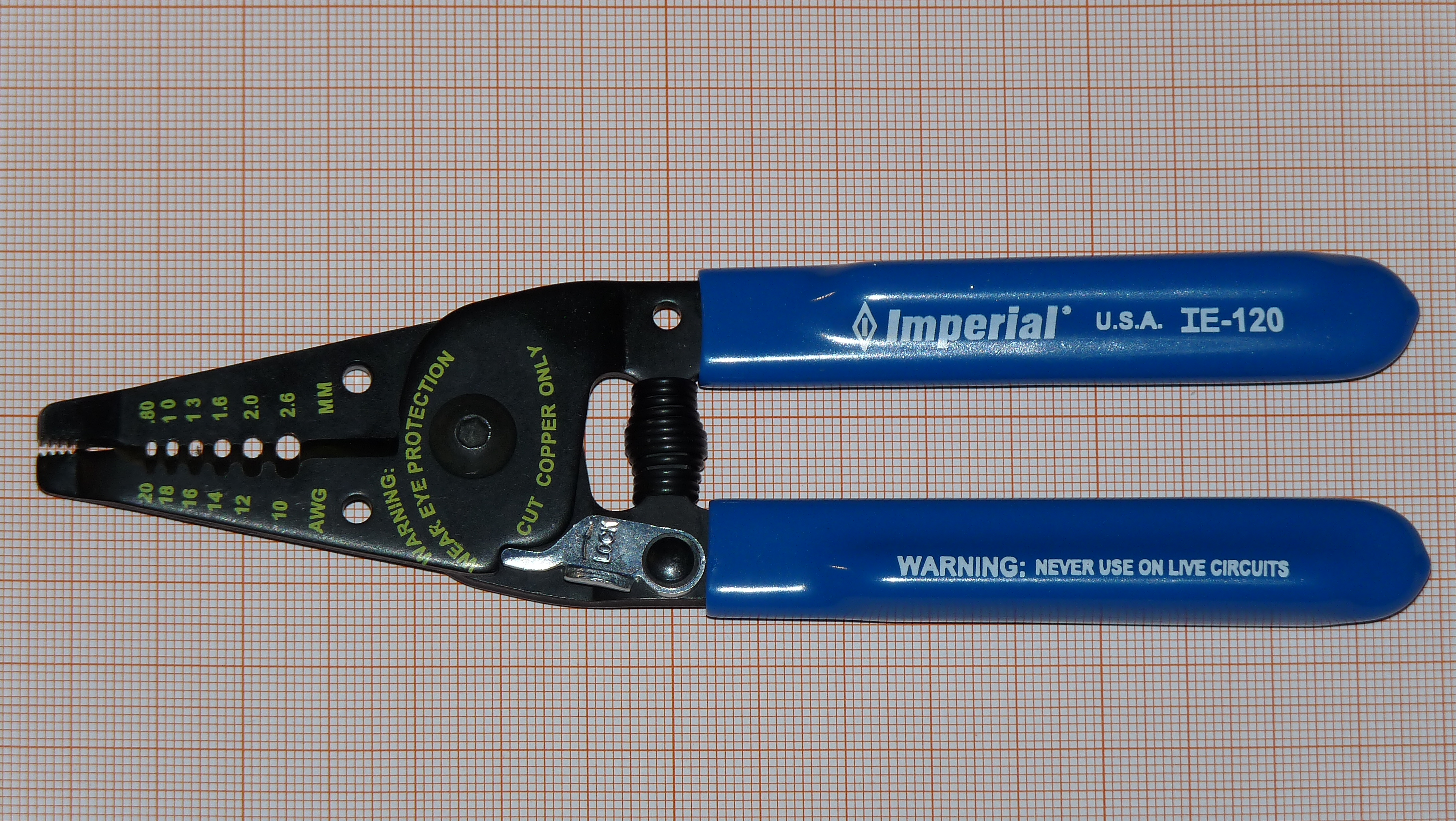

El pela-cables és una eina utilitzada al taller, que serveix per separar la funda de plàstic del coure en els cables elèctrics.
Consta de dues peces unides en el qual cadascuna té diferents osques on es col·loca el cable. Aquestes estan unides per un punt central, pel qual fa una funció de palanca i quan es tanca fa que la pressió seccioni la funda i la separi.